# 弗拉基米尔湾
弗拉基米尔湾（俄语：Залив Владимира），前称葫芦崴湾，是滨海边疆区奥尔加区的海湾，面积31.6平方公里，岸长31.5公里，最深处40米，被分为北湾、中湾和南湾三个小海湾。